# Саєнко Юрій Іванович
Юрій Іванович Саєнко (4 жовтня 1936, с. Лиса Гора Первомайського району Миколаївської області — 3 березня 2016, Київ) — український кібернетик, соціолог, доктор економічних наук, професор, лауреат Державної премії України в галузі науки і техніки (2014).

## Життєпис
Народився 4 жовтня 1936 року в селі Лиса Гора Первомайського району Миколаївської області. У 1959 році закінчив фізико-математичний факультет Київського педагогічного інституту. Захистив кандидатську дисертацію в Інституті кібернетики Академії наук України. У 1990 році отримав ступінь доктора економічних наук економіко-математичного моделювання соціально-економічних процесів.
З 1959 року був шкільним учителем математики, науковцем та аспірантом інституту кібернетики НАН України, керівником підрозділів з проблем моделювання та аналізу соціально-економічних процесів у різних наукових установах. З дня заснування працює в Інституті соціології НАН України на посадах завідувача відділу та заступника директора. Член ряду наукових рад, урядових комісій та редколегій наукових видань. З 1994 року — професор кафедри соціальної політики Академії управління при Президентові України. Член соціологічної асоціації України. З 2002 року — професор. У 2008 році член Міжвідомчої комісії з питань подолання демографічної кризи та розвитку трудоресурсного потенціалу при Раді національної безпеки і оборони України.

## Засновник наукових напрямків
- моделювання та прогнозування інтегральних оцінок рівня життя
- моделювання соціокультурних процесів, соціально-психологічних наслідків Чорнобильської катастрофи, соціальної експертизи.

## Публікації
- Місцеве самоврядування в Україні: проблеми і прогнози / Ю. І. Саєнко [та ін] ; НАН України, Ін-т соціології. — К. : [б.в.], 1997. — 148 с. — ISBN 966-02-0229-6
- Чорнобиль і соціум / НАН України, Ін-т соціол., Центр соц. експертиз і прогнозів. — К. : [б. и.], 1995 . Вип. 3 : Динаміка соціальних процесів: соціально- психологічний моніторинг наслідків чорнобильської катастрофи / відп.ред. Ю. І. Саєнко, Ю. О. Привалов. — 1997. — 267 с. — ISBN 966-02-0374-8
- Проблема переселення жителів з територій, радіаційно забруднених внаслідок Чорнобильської катастрофи, та шляхи її вирішення [Текст]: рекомендації / В. А. Приліпко [та ін.] ; ред. Ю. І. Саєнко ; НАН України, Ін-т соціології. — К. : [б.в.], 1997. — 43 с. — ISBN 966-02-0375-4
- Становлення збройних сил України: соціальні та соціально-психологічні проблеми [Текст] / Е. А. Афонін ; відп. ред. А. О. Ручка, Ю. І. Саєнко ; НАН України, Ін-т соціології. — К. : Інтерграфік, 1994. — 304 с., рис. — Бібліогр.: с.186-196. — ISBN 5-7707-7113-5
- Соціальна експертиза в Україні: методологія, методика, досвід впровадження [Текст] / Ін-т соціол. НАН України ; ред. Ю. І. Саєнко. — К. : [б.в.], 2000. — 194 с. — ISBN 966-02-1373-5
- Соціально-економічні наслідки техногенних та природних катастроф: експертне оцінювання [Текст] / НАН України, Ін-т соціології, Центр соц. експертиз і прогнозів ; відп. ред. В. В. Дурдинець, Ю. І. Саєнко. — К. : Стилос, 2000. — 259 с.: рис., табл. — Бібліогр.: с. 250—259. — ISBN 966-7321-91-6
- Час інтелекту: сукупний український розум [Текст] / О. Мороз, Ю. І. Саєнко. — Л. : Видавничий дім «Панорама», 2002. — 96 с. — ISBN 966-8084-09-8
- Технології прикладних соціологічних досліджень [Текст]: навч.-метод. посібник / НАН України, Ін-т соціол., Вищ школа соціол. ; наук. ред. Ю. Саєнко. — К. : Ін-т соціології, 2003. — 124 с. — ISBN 966-02-3041-9
- Права людини та підзвітність органів влади в Україні (результати дослідження) [Текст] / Є. Герасименко [та ін.] ; ред. Ю. Саєнко ; НАН України, Ін-т соціології, Центр соц. експертиз. — К. : Фоліант, 2003. — 184 с. — ISBN 966-8474-19-8
- Сучасний стан, проблеми та тенденції соціально-трудових відносин в Україні: спроба соціального конструювання [Текст] / Міжнар. бюро праці, Проект техн. співробітництва «Україна: сприяння реалізації основних принципів та прав у світі праці», НАН України, Ін-т соціол., Центр соц. експертиз ; відп. ред. Ю. І. Саєнко. — К. : Стилос, 2003. — 362 с.: табл. — Бібліогр.: в кінці розділів. — ISBN 966-8518-08-Х
- Соціальні ризики [Текст] / НАН України, Ін-т соціології, Центр соц. експертиз. — К. : Фоліант, 2004 . Т. 2 / відп. ред. Ю. І. Саєнко, Ю. О. Привалов. — 2004. — 568 с. — Бібліогр.: с. 565—567. — ISBN 966-8474-29-5
- Моніторинг епідемії ВІЛ/СНІДУ. Оцінка ефективності протидії (соціальний аспект) [Текст] / Ю. І. Саєнко [та ін.] ; відп. ред. Ю. І. Саєнко ; Фонд «Інтелектуальна перспектива». — К. : Поліграфічний центр «Фоліант», 2004. — 416 с.: табл., діагр. — ISBN 966-8474-27-9